# Maria Sibylla Merian
Maria Sibylla Merian (n. 2 aprilie 1647, Frankfurt am Main, Sfântul Imperiu Roman – d. 13 ianuarie 1717, Amsterdam, Comitatul Olanda, Provinciile Unite) a fost un naturalist, entomolog și ilustrator știintific german, care a studiat plantele și insectele, făcând ilustrații (desene) detaliate ale acestora.
A trăit, a studiat și a activat în Germania și în Țările de Jos. A făcut o călătorie în Surinam, de unde și-a procurat o mare parte din materialul științific pentru cea mai importantă și faimoasă lucrare a sa: Metamorphosis insectorum Surinamensium, privind metamorfoza insectelor.
Deși pentru o lungă perioadă de timp contribuțiile științifice ale Mariei Sibylla Merian au fost neglijate, spre sfârșitul secolului XX acestea au fost reconsiderate, ca urmare a calității muncii sale artistice și științifice. Ea este considerată în prezent printre cele mai importante personalități care au contribuit la dezvoltarea entomologiei.
Ca o recunoaștere a importanței activității ei, Germania a introdus portretul Mariei Sibylla Merian  pe ultimele bancnote de 500 DM emise înainte de trecerea la Euro.

## Biografie
Anna Maria Sibylla Merian s-a născut la 2 aprilie 1647, la Frankfurt pe Main (pe atunci Reichsstadt, oraș imperial liber). Tatăl său, Matthäus Merian, era gravor intaglio și editor; el a murit în 1650, când Maria Sibylla avea doar trei ani. Mama sa, Johanna Sybilla Heim, de origine valonă, era a doua soție a lui Matthäus Merian; la un an după decesul acestuia (în 1651) s-a recăsătorit cu pictorul Jacob Marrel. Marrel a învățat-o pe Maria Sibylla Merian să deseneze și să picteze, astfel încât la vârsta de 13 ani ea a pictat primele imagini (care s-au păstrat) ale unor plante și insecte pe care le prinsese.
La vârsta de 18 ani (în 1665) Maria Sibylla Merian s-a căsătorit cu Johann Andreas Graff, pictor specializat în arhitectură, care studiase cu tatăl ei vitreg (pictorul Jacob Marrel). Doi ani mai târziu s-a născut primul copil al noii familii: o fetiță, Johanna Helena. S-au mutat cu toții la  Nürnberg, orașul natal al lui Johann Andreas Graff.

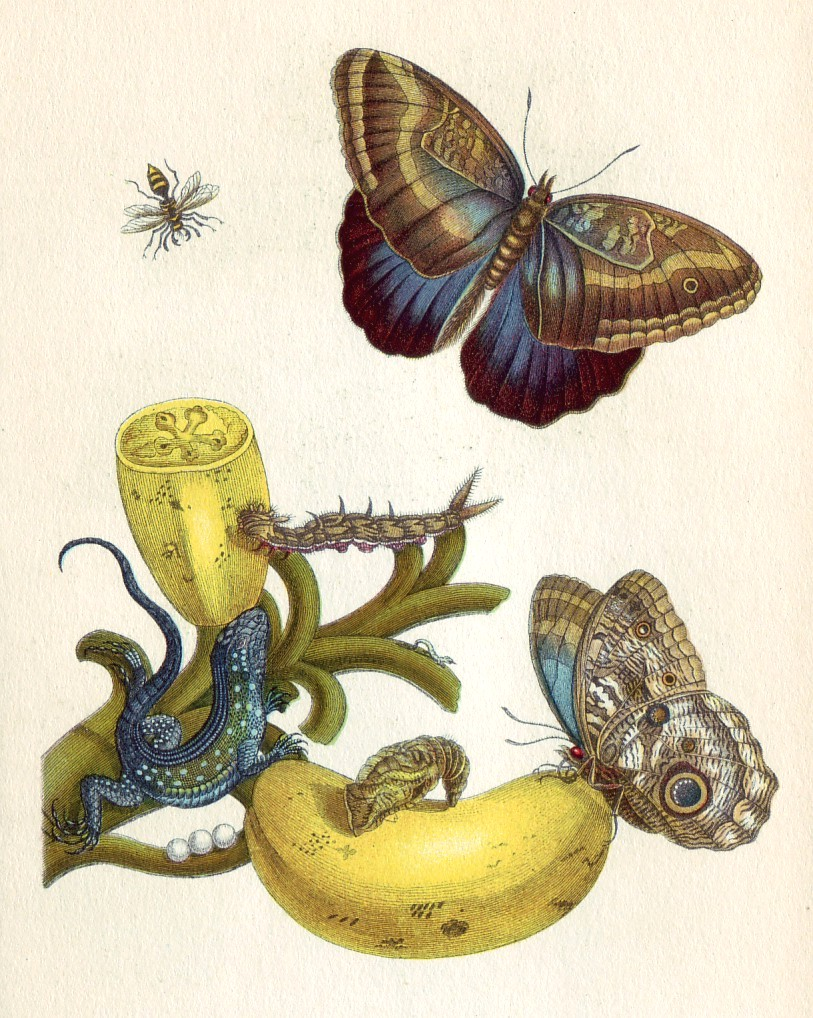
Planșa nr. XXIII din Metamorphosis insectorum Surinamensium

La Nürnberg, Maria Sibylla Merian a început să studieze sistematic insectele, în special ciclul de viață al fluturilor, încercând să pună în evidență modul de transformare (metamorfoza) al omizilor în crisalide și apoi în insecte adulte. În acea perioadă încă mai persista părerea că originea insectelor se datora unui fenomen de „generare spontană” (insectele ar fi luat naștere, de exemplu, din descompunerea noroiului sau a excrementelor), părere care dura încă din antichitate, de la Aristotel. Maria Sibylla și-a pus întrebarea cum se transformă omizile în fluturi; observațiile făcute de ea direct în natură s-au îmbinat cu studiul lucrărilor recent apărute ale lui Thomas Moufet (1553-1604), Goedart Jan (1620-1668) și Swammerdam Jan (1637-1680). 
Ea a observat cu atenție fenomenul de metamorfoză, făcând desene minuțioase ale stadiilor de omidă, crisalidă (pupă) și fluture adult.
Aceste desene și schițe vor forma baza primei sale cărți, apărută în 1675 sub titlul Neues Blumenbuch („Noua carte de flori”). Autoarea avea atunci 28 ani; ea nu a comercializat această carte prin intermediul magazinului soțului ei, ci a vândut-o pe cont propriu.
În 1678 o naște pe a doua sa fiică, Dorothea Maria. Un an mai târziu, în 1679, publică a doua sa carte: Der Raupen wunderbare Verwandlung und sonderbare Blumennahrung („Omida, minunata ei metamorfoză și strania sa hrănire florală”).
Nu se cunosc exact motivele pentru care, în 1685, Maria Sibylla s-a separat de soțul ei. Împreună cu cele două fiice, ea a plecat la cumnatul ei, la Castelul Waltha din Frizia occidentală, unde trăia o mică comunitate pietistă, întemeiată de Jean Le Labadie. În 1690 Maria Sibylla Merian cere autorităților din Frankfurt divorțul de soțul ei, Johann Andreas Graff, divorț declarat oficial în același an. Doi ani mai târziu, în 1692, comunitatea pietistă de la Waltha s-a desființat, iar Maria Sibylla Merian se stabilește la Amsterdam cu sprijinul pietiștilor, îndeosebi al lui Frederik Ruysch (1638-1731). Ea a fost și profesoară a fiicei acestuia, Rachel Ruysch (1664-1750), care a devenit ulterior o pictoriță renumită. În acea perioadă Maria Sibylla Merian își câștiga existența realizând ilustrații pentru diferiți editori; astfel, ea a creat 127 de planșe pentru traducerea în limba franceză a lucrării Metamorphosis et historia naturalis insectorum de Jan Goedart (1620-1668).

### Călătoria în Surinam
În perioada petrecută la Castelul Waltha, Maria Sibylla Merian îl cunoscuse pe Cornelis van Sommelsdijk, fost guvernator al Surinamului (pe atunci colonie olandeză, cunoscută sub numele de Guyana olandeză). Acesta îi arătase colecția sa de fluturi exotici, în mare parte proveniți din Surinam. În iulie 1699, la vârsta de 52 de ani, Maria Sibylla s-a decis să plece împreună cu fiica sa Dorothea Maria Graff în acea țară îndepărtată, pentru a studia flora și fauna tropicală sud-americană. Pentru această călătorie ea a fost sponsorizată de primăria orașului Amsterdam. De asemenea, și-a vândut colecțiile sale de insecte și picturi și a lansat o listă de subscripție pentru cartea pe care voia să o publice la sfârșitul călătoriei sale.
După o călătorie pe mare care a durat două luni, Maria Sibylla Merian și fiica ei au ajuns la Paramaribo, capitala Guyanei olandeze. Efectuând mai multe expediții în interiorul Surinamului, Maria Sibylla a observat cu atenție și a descris cu minuțiozitate metamorfoza insectelor tropicale, realizând un mare număr de desene și acuarele cu acest subiect. În jurnalul ei sunt reflectate și relațiile sale dificile cu plantatorii olandezi din Surinam. Ea scrie că aceștia râd de ea „pentru că pe mine mă mai interesează și altceva decât trestia de zahăr” și îi critică pe acești plantatori și fermieri pentru faptul că nu se interesează de plantele autohtone, pe care le-ar putea cultiva în mod profitabil.

### Întoarcerea în Olanda

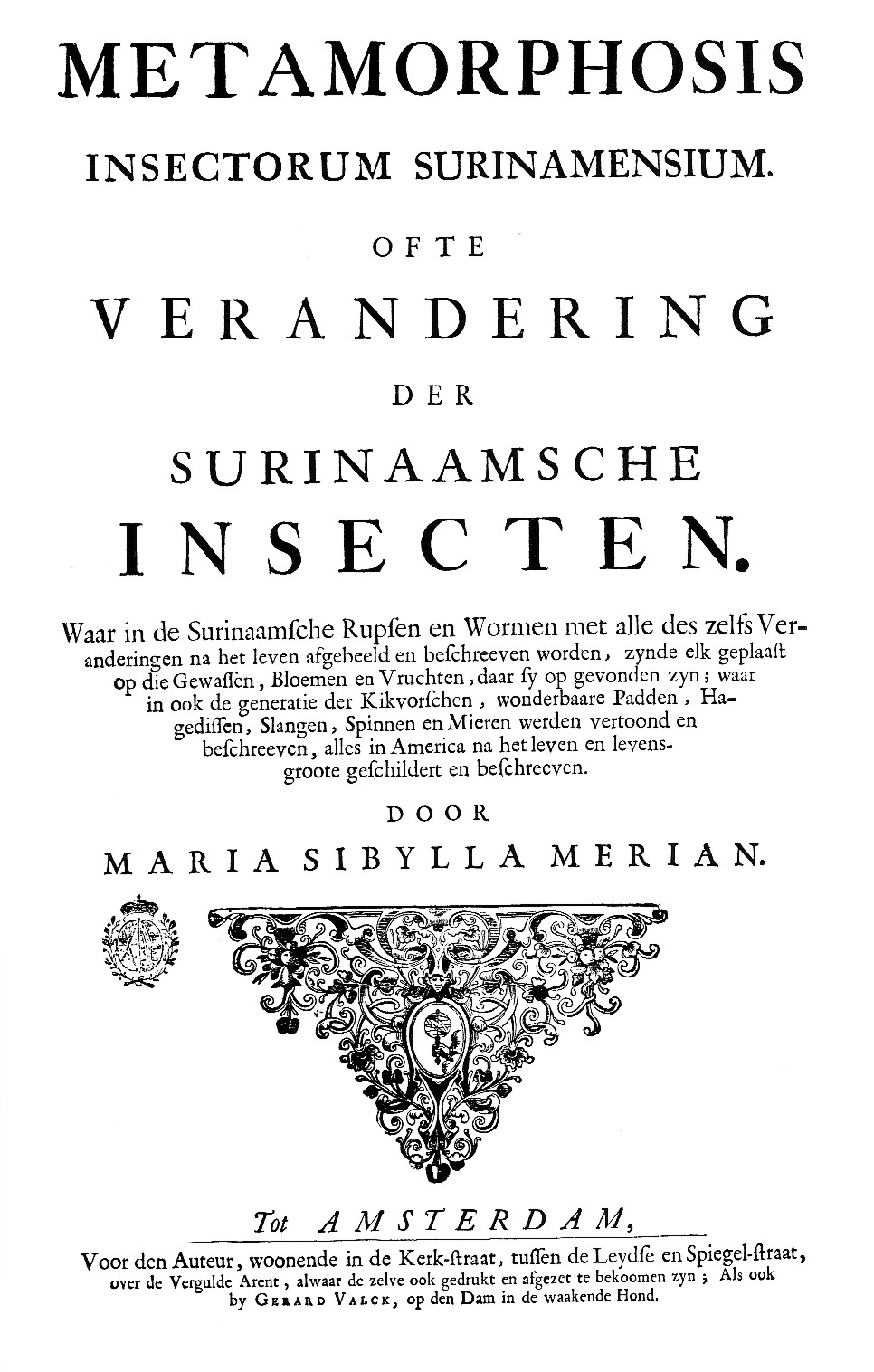
Coperta lucrării Metamorphosis insectorum Surinamensium

Îmbolnăvindu-se de malarie, Maria Sibylla Merian a fost obligată să-și întrerupă călătoria și să se întoarcă în Olanda (1701). A adus o bogată colecție de insecte tropicale și numeroasele desene și schițe realizate acolo; acestea au constituit baza pentru o lucrare de mare amploare referitoare la flora și fauna din Surinam. După trei ani de muncă intensă, Maria Sibylla Merian a publicat cea mai importantă carte a ei: Metamorphosis insectorum Surinamensium, apărută la Amsterdam în 1705. Cartea nu i-a adus niciun câștig financiar, datorită probabil și prețului ridicat (55 florini exemplarul), dar a adus-o pe Maria Sibylla Merian în centrul atenției comunității științifice europene din acea perioadă.
Maria Sibylla Merian a murit la 13 ianuarie 1717, la Amsterdam, după ce în urmă cu doi ani suferise un atac de apoplexie. Fiica sa, Dorothea Maria, s-a mutat la Sankt Petersburg; ea și soțul ei, Georg Gsell, au devenit pictori la curtea țarului Petru cel Mare. Fiica ei, nepoata Mariei Sibylla Merian, s-a căsătorit cu matematicianul Leonhard Euler.

## Opere publicate
- Neues Blumenbuch. Band 1, Nürnberg, 1675.
- Neues Blumenbuch. Band 2, Nürnberg, 1677.
- Neues Blumenbuch. Band 3, Nürnberg, 1680.
- Der Raupen wunderbare Verwandlung und sonderbare Blumennahrung, 1679.
- Metamorphosis insectorum Surinamensium, prima ediție (cu 61 planșe), 1705. Digitalisat der Univ. Göttingen
- Veranderingen der Surinaemsche Insecten, revizuire și reeditare (cu 72 planșe), editor: Joannes Oosterwyk, Amsterdam, 1719.